# John N. Nordstrom
John Nordstrom d.y., född 1937 i Seattle, är en amerikansk entreprenör och tidigare verkställande direktör för varuhuskedjan Nordstrom. Han blev 1992 utsedd till årets Svensk-Amerikan.

## Biografi
John Nordstrom är son till Kitty och Elmer Nordstrom från Seattle i USA. Han studerade bland annat företagsekonomi och administration på University of Washington, varifrån han tog examen 1958. Han blev vd för familjeföretaget Nordstrom 1966, en titel han behöll fram till 2006.